# サッカーフィーバー
サッカーフィーバー（英: Soccer Fever 伊: I ragazzi del Mundial）は東京ムービー新社とイタリア放送協会が制作したテレビアニメ。
1話につき30分の長さであるこのアニメは、日本では1994年4月1日に衛星アニメ劇場スペシャルで放送された後、衛星アニメ劇場で放送された。
1994年4月から1995年までイタリアのRai Unoでも放送された。

## 登場人物
ブライアン・トンプソン
声：塚田正昭/相沢正輝
サッカージャーナリスト。
ジム・アッカーマン
声：小山武宏/藤原啓治
アーノルド・ベーカー
声：辻親八
ティム
声：種田文子
アリス
声：小林優子
フロッピィ
声：岩坪理江
ゴートン
声：田野恵

## スタッフ
- 原作：マルコ・パゴット、ジー・パゴット
- チーフディレクター：小田仁
- シリーズ構成：グエリーノ・ジェンティリーニ、ヴィトリオス・キラルディ、飯岡順一
- キャラクターデザイン：竹内一義
- 音楽：鈴木清司、マリオ・パガーノ
- アニメーション制作：東京ムービー新社
- 製作：東京ムービー新社、イタリア放送協会

## 放映リスト
| 話数 | サブタイトル                 | メイン舞台となった年 | 脚本                                                          | 絵コンテ   | 演出       | 作画監督          | 放映日        |
| ---- | ---------------------------- | -------------------- | ------------------------------------------------------------- | ---------- | ---------- | ----------------- | ------------- |
| 1    | ワールドカップへの旅         | 1930年               | エマニュエル・ジョヴァンニーニ フランチェスコ・マルタレーリョ | 小田仁     | 青山弘     | 竹内一義          | 1994年 4月4日 |
| 2    | 第一回ウルグアイ大会         | 1930年               | レオポルド・シアーノ                                          | 望月敬一郎 | 望月敬一郎 | 中島豊秋          | 4月11日       |
| 3    | 栄光のリメカップ             | 1930年               | マルコ・ベレッタ イラリァ・パオリ                             | 福島一三   | 三家本泰美 | 君塚勝教          | 4月18日       |
| 4    | 鉄壁のゴールキーパー         | 1934年               | ルチアノ・チアンカリーノ ダビデ・フラスネッリ                 | 青山弘     | 矢野篤     | 山本天志 田中二郎 | 4月25日       |
| 5    | イタリア大会                 | 1934年               | イラリァ・パオリ                                              | 鈴木幸雄   | 広川和之   | 平山智 川田弘     | 5月2日        |
| 6    | 因縁の再試合                 | 1934年               | イレーネ・ベリーニ アントネーラ・モテッティ                   | 山吉康夫   | 東宏       | 山本天志 金田健二 | 5月9日        |
| 7    | イタリアの光と影             | 1934年               | エマニュエル・ジョヴァンニーニ フランチェスコ・マルタレーリョ | 寺田和男   | 東宏       | 田中二郎 山本天志 | 5月16日       |
| 8    | チャンピオンの挑戦           | 1934年               | レオポルド・シアーノ                                          | 鈴木幸雄   | 広川和之   | 平山智 川田弘     | 5月30日       |
| 9    | 黒いアンテロープ             | 1936年               | ルチアノ・チアンカリーノ ダビデ・フラスネッリ                 | 浅田裕二   | 浅田裕二   | 山本天志 小林一三 | 6月6日        |
| 10   | フランス大会                 | 1938年               | レオポルド・シアーノ                                          | 井上修     | 井上修     | 山本天志 桑原周枝 | 6月13日       |
| 11   | マルセイユの激闘             | 1938年               | ルチアノ・チアンカリーノ ダビデ・フラスネッリ                 | 寺田和男   | 東宏       | 山本天志 張本圭二 | 6月20日       |
| 12   | 友情は国境を越えて           | 1938年               | イレーネ・ベリーニ ピエルイジ・パンティーニ                   | 岡佳広     | 岡崎稔     | 平山智 我妻宏     | 6月27日       |
| 13   | 汚名を着せられたチャンピオン | 1938年               | エマニュエル・ジョヴァンニーニ フランチェスコ・マルタレーリョ | 山吉康夫   | 東宏       | 山本天志 金田健二 | 7月4日        |
| 14   | 最後の平和な日々             | 1939年               | エマニュエル・ジョヴァンニーニ フランチェスコ・マルタレーリョ | 福島一三   | 田中洋之   | 君塚勝教          | 7月11日       |
| 15   | 戦士の休息                   | 1940年               | レオポルド・シアーノ                                          | 望月敬一郎 | 望月敬一郎 | 中島豊秋          | 7月18日       |
| 16   | ブライアンの秘密             | 1942年               | レオポルド・シアーノ                                          | 山吉康夫   | 東宏       | 山本天志 田中二郎 | 7月25日       |
| 17   | ベロ・ホリゾンテの挑戦       | 1950年               | マルコ・ベレッタ イラリァ・パオリ                             | 知吹愛弓   | 東宏       | 山本天志 金田健二 | 8月1日        |
| 18   | ダイナマイトと呼ばれた男     | 1950年               | レオポルド・シアーノ                                          | 知吹愛弓   | 東宏       | 山本天志 張本圭二 | 8月8日        |
| 19   | マラカナスタジアムの大暴動   | 1950年               | ルチアノ・チアンカリーノ ダビデ・フラスネッリ                 | 寺田和男   | 東宏       | 山本天志 田中二郎 | 8月15日       |
| 20   | ウェンブリーのむなしき叫び   | 1953年               | レオポルド・シアーノ                                          | 望月敬一郎 | 望月敬一郎 | 中島豊秋          | 8月22日       |
| 21   | ストップ!ハンガリー          | 1954年               | エマニュエル・ジョヴァンニーニ フランチェスコ・マルタレーリョ | 尾鷲英俊   | 岡崎幸男   | 本木久年          | 8月29日       |
| 22   | 驚くべき勝利                 | 1954年               | エマニュエル・ジョヴァンニーニ フランチェスコ・マルタレーリョ | 鈴木幸雄   | 南波千浪   | 平山智 川田弘     | 9月5日        |
| 23   | 剥奪された資格               | 1958年               | マルコ・ベレッタ イラリァ・パオリ                             | 水谷貴哉   | 東宏       | 山本天志 金田健二 | 9月12日       |
| 24   | ロシアからのサッカーボール   | 1958年               | イレーネ・ベリーニ                                            | 尾鷲英俊   | 模賊久太郎 | 兵藤敬            | 9月19日       |
| 25   | 勝利の為に!                  | 1958年               | レオポルド・シアーノ                                          | 望月敬一郎 | 望月敬一郎 | 中島豊秋          | 9月26日       |
| 26   | スター誕生                   | 1958年               | イレーネ・ベリーニ                                            | 山吉康夫   | 東宏       | 山本天志 金田健二 | 10月3日       |
| 27   | 黄金時代の幕開け             | 1958年               | ルチアノ・チアンカリーノ ダビデ・フラスネッリ                 | 木宮茂     | 東宏       | 山本天志 田中二郎 | 10月10日      |
| 28   | 不運なチャンピオン           | 1958年               | マルコ・ベレッタ イラリァ・パオリ                             | 矢野篤     | 東宏       | 山本天志 張本圭二 | 10月17日      |
| 29   | 最後の瞬間                   | 1962年               | エマニュエル・ジョヴァンニーニ フランチェスコ・マルタレーリョ | 酒井明雄   | 南波千浪   | 平山智 川田弘     | 10月24日      |
| 30   | 幸運な補欠選手               | 1962年               | イレーネ・ベリーニ                                            | 石踊宏     | 原田俊介   | 平山智 川田弘     | 10月31日      |
| 31   | 魔法のサッカーウィルス       | 1962年               | エマニュエル・ジョヴァンニーニ フランチェスコ・マルタレーリョ | 福島一三   | 浅香守生   | 君塚勝教          | 11月7日       |
| 32   | ブラジルの危機               | 1962年               | マルコ・ベレッタ イラリァ・パオリ                             | 岡崎稔     | 岡崎稔     | 平山智 我妻宏     | 11月14日      |
| 33   | バイオリンの音に乗せて       | 1966年               | レオポルド・シアーノ                                          | 岡崎幸男   | 岡崎幸男   | 平山智            | 11月21日      |
| 34   | 予期しなかったチーム         | 1966年               | グエリーノ・ジェンティリーニ ヴィットリオ・スキラルディ       | 望月敬一郎 | 望月敬一郎 | 中島豊秋          | 11月28日      |
| 35   | 王様に見出された選手         | 1966年               | レオポルド・シアーノ                                          | 山吉康夫   | 東宏       | 山本天志 田中二郎 | 12月5日       |
| 36   | ゴール・パンサー             | 1966年               | エマニュエル・ジョヴァンニーニ フランチェスコ・マルタレーリョ | 横田和     | 東宏       | 山本天志 金田健二 | 12月12日      |
| 37   | ウェンブリーの謎             | 1966年               | エマニュエル・ジョヴァンニーニ フランチェスコ・マルタレーリョ | 木宮茂     | 東宏       | 山本天志 田中二郎 | 12月19日      |
| 38   | メキシコの魔術               | 1970年               | マルコ・ベレッタ                                              | 山吉康夫   | 東宏       | 山本天志 金田健二 | 12月26日      |
| 39   | 伝説の試合                   | 1970年               | エマニュエル・ジョヴァンニーニ フランチェスコ・マルタレーリョ | 寺田和男   | 東宏       | 山本天志 田中二郎 | 1995年 1月2日 |
| 40   | 阻止された誘拐計画           | 1970年               | マルコ・ベレッタ イラリァ・パオリ                             | 福島一三   | 五月女有作 | 山本天志          | 1月9日        |
| 41   | 夢見る手紙                   | 1974年               | レオポルド・シアーノ                                          | 西澤晋     | 東宏       | 山本天志 張本圭二 | 1月16日       |
| 42   | 東西ドイツ相対す             | 1974年               | マルコ・ベレッタ イラリァ・パオリ                             | 栗本宏志   | 栗本宏志   | 平山智 小林一三   | 1月23日       |
| 43   | 皇帝の勝利                   | 1974年               | マルコ・ベレッタ イラリァ・パオリ                             | 西澤晋     | 東宏       | 山本天志 金田健二 | 1月30日       |
| 44   | アルゼンチン大会             | 1978年               | イレーネ・ベリーニ                                            | 井上修     | 井上修     | 平山智 桑原周枝   | 2月6日        |
| 45   | アルゼンチンの夢             | 1978年               | レオポルド・シアーノ                                          | 寺田和男   | 東宏       | 山本天志 田中二郎 | 2月13日       |
| 46   | 貴重なるサイン               | 1982年               | エマニュエル・ジョヴァンニーニ フランチェスコ・マルタレーリョ | 西澤晋     | 模賊久太郎 | 山本天志 金田健二 | 2月20日       |
| 47   | チャンピオンたちの夜         | 1982年               | マルコ・ベレッタ イラリァ・パオリ                             | 石踊宏     | 岡崎幸男   | 平山智            | 2月27日       |
| 48   | 両雄対決                     | 1986年               | レオポルド・シアーノ                                          | 望月敬一郎 | 望月敬一郎 | 中島豊秋          | 3月6日        |
| 49   | 黄金の足を持つ少年           | 1986年               | レオポルド・シアーノ                                          | 岡崎幸男   | 東宏       | 山本天志 田中二郎 | 3月13日       |
| 50   | ナポリの悲劇                 | 1990年               | ルチアノ・チアンカリーノ ダビデ・フラスネッリ                 | 山吉康夫   | 東宏       | 山本天志 金田健二 | 3月20日       |
| 51   | リターン・マッチ             | 1990年               | レオポルド・シアーノ                                          | 横田和     | 東宏       | 山本天志 田中二郎 | 3月27日       |
| 52   | 第15回アメリカ大会前夜       | 1994年               | エマニュエル・ジョヴァンニーニ フランチェスコ・マルタレーリョ | 小田仁     | 岡崎幸男   | 平山智 佐々木恵子 | 3月27日       |